# Piz Murtera
Piz Murtera är en bergstopp i Schweiz.   Den ligger i regionen Engiadina Bassa/Val Müstair och kantonen Graubünden, i den östra delen av landet, 200 km öster om huvudstaden Bern. Toppen på Piz Murtera är 3 044 meter över havet, eller 458 meter över den omgivande terrängen. Bredden vid basen är 3,8 km.
Terrängen runt Piz Murtera är bergig åt nordost, men åt sydväst är den kuperad. Närmaste större samhälle är Davos, 15,8 km väster om Piz Murtera. 
Trakten runt Piz Murtera består i huvudsak av gräsmarker. Runt Piz Murtera är det mycket glesbefolkat, med 3 invånare per kvadratkilometer.